# Robert Langlands
Robert Phelan Langlands (New Westminster, 6 de outubro de 1936) é um matemático canadense.
É professor emérito do Instituto de Estudos Avançados de Princeton. Seu trabalho em formas automórficas e teoria da representação tem grande aplicação na teoria dos números.

## Publicações
- Euler Products, ISBN 0-300-01395-7, New Haven: Yale University Press, 1967
- On the Functional Equations Satisfied by Eisenstein Series, ISBN 3-540-07872-X, Berlin: Springer, 1976
- Base Change for GL(2), ISBN 0-691-08272-3, Princeton: Princeton University Press, 1980
- Automorphic Representations, Shimura Varieties, and Motives. Ein Märchen (PDF), Chelsea Publishing Company, 1979